# Hepcidina
La hepcidina es una hormona peptídica producida por el hígado, que parece ser el regulador central del metabolismo del hierro en humanos y otros mamíferos. La producción hepática es la más importante para señalizar a las células diana como los enterocitos, y los macrófagos del sistema retículo endotelial.
El mecanismo de acción básicamente es la unión de hepcidina al transportador de hierro en la membrana (en su lado basal), la ferroportina, la cual es la vía de transporte del hierro desde el enterocito hacia la sangre, formando el complejo hepcidina-ferroportina, este complejo induce el secuestro por invaginación formando vesículas del mismo para luego ser degradados en los lisosomas, es decir disminuye la densidad de transportadores de hierro (ferroportina) en la membrana basolateral de enterocitos, y en macrófagos.
En el enterocito se comienza a acumular el hierro, y se termina bloqueando el transporte apical, disminuyendo la densidad de transportador de metales divalentes tipo-1(DMT1), disminuyendo así la absorción de hierro. A su vez en los depósitos de hierro también se imposibilita la movilización de este, en macrófagos del bazo y las células de Kupffer el hierro derivado de la degradación de eritrocitos queda acumulado por la degradación de la ferroportina, finalmente, teniendo como consecuencia la baja del hierro circulante en la sangre.
El tratamiento de pacientes con inflamación crónica —entre otras cosas— disminuye los niveles plasmáticos de hepcidina, lo que tiene como consecuencia el aumento de la recirculación de hierro en la sangre.

## Investigaciones
El péptido que sería más tarde conocido como hepcidina, fue primeramente nombrado como LEAP-1, por sus siglas en inglés: Liver-Expressed Antimicrobial Protein.
Independientemente, en una búsqueda de péptidos antimicrobianos, los investigadores del laboratorio de Tomas Ganz descubrieron un péptido asociado con la inflamación, y lo llamaron "hepcidina", tras observar que era producida en el hígado ("hep-") y parecía tener propiedades bactericidas ("-cidina" por "matar").
Ambos grupos se centraron en las propiedades antimicrobianas del péptido, y HAMP es el nombre del gen que codifica para la hepcidina, el cual está localizado en el cromosoma 19 en humanos.
Poco después de este descubrimiento, los investigadores descubrieron que la producción de hepcidina en ratones se incrementaba en condiciones de exceso de hierro, así como de inflamación. Ratones modificados mediante ingeniería genética para sobreexpresar hepcidina morían poco después del nacimiento con deficiencias severas de hierro, sugiriendo de nuevo un papel central del péptido en la regulación del hierro.
La primera evidencia que conectó hepcidina con la condición clínica conocida como anemia de inflamación, vino del laboratorio de Nancy Andrews en Boston cuando los investigadores observaron en los tejidos de dos pacientes con tumores hepáticos, anemia microcítica que no respondía al suplemento de hierro. El tejido tumoral parecía sobreexpresar hepcidina, y contenía grandes cantidades del mRNA de la hepcidina. La remoción quirúrgica de los tumores resultó en la curación de la anemia.

## Funciones biológicas
En conjunto, estos descubrimientos sugirieron que la hepcidina regula el hierro en el cuerpo en humanos y otros mamíferos.
Descubrimientos más recientes han mostrado que la hepcidina interactúa directamente con la ferroportina, una proteína que transporta el hierro hacia las células que lo almacenan (eritrocitos). Esta es otra confirmación de que la hepcidina está directamente involucrada en la homeostasis del hierro. Además, varias mutaciones en la hepcidina han mostrado resultar en hemocromatosis juvenil. La mayoría de los casos de hemocromatosis juvenil son debidos a mutaciones en hemojuvelina, un regulador de la producción de la hepcidina.
La hepcidina ha mostrado presentar actividad fungicida. La actividad antibacteriana de la hepcidina parece ser actualmente inconsistente. Las evidencias científicas actuales sugieren que la hepcidina es una hormona reguladora central y su acción principal es la regulación de la homeostasis del hierro sistémico.